# 干邑区
干邑区（法語：Arrondissement de Cognac），又称科尼亚克区，是法国夏朗德省所辖的一个区。总面积1,670.8平方（645.1平方英里），总人口99,987（2016年）。主要城镇为干邑。

## 辖区
干邑区辖有110个市镇。